# هاري مكوي
هاري مكوي (بالإنجليزية:Harry McCoy) (مواليد 10 ديسمبر 1889 - وفيات 1 سبتمبر 1937). ممثل أفلام وكاتب سيناريو أمريكي . ظهر في 155 فيلما بين عامي 1912 و1935. ولد في فيلادلفيا، بنسلفانيا، وتوفي في هوليوود، كاليفورنيا بسبب نوبة قلبية.

## روابط خارجية
- هاري مكوي على موقع IMDb (الإنجليزية)
- هاري مكوي على موقع أول موفي (الإنجليزية)
- هاري مكوي على موقع قاعدة بيانات الأفلام السويدية (السويدية)
- هاري مكوي على موقع قاعدة بيانات الفيلم (الإنجليزية)
- هاري مكوي على موقع كينوبويسك (الروسية)